# Wilton Center (Connecticut)
Wilton Center es un lugar designado por el censo ubicado en el condado de Fairfield en el estado estadounidense de Connecticut. En el año 2010 tenía una población de 732 habitantes.

## Geografía
Wilton Center se encuentra ubicado en las coordenadas 41°11′32.74″N 72°39′55.25″O / 41.1924278, -72.6653472.